# Horvát Szuverenisták
A Horvát Szuverenisták (horvátul: Hrvatski suverenisti) egy konzervatív keresztény jobboldali politikai párt Horvátországban. A párt 2019-ben alakult Marijan Pavliček vezetésével.

## Története
A pártot eredetileg politikai platformként 2019 novemberében alapították a Horvát Konzervatív Párt, a Tölgyfa Mozgalom a Sikeres Horvátországért és néhány polgári kezdeményezés, mint például az „Igazság Isztambulról” (Istina o Istanbulskoj) és a „Horvát védőfal” (Hrvatski bedem) részvételével. 2020-ban a párt a Haza Mozgalom vezette koalícióban bejutott a Száborba, 2021-től pedig négy képviselőjük van a parlamentben. 2021. október 2-án egyesülési kongresszust tartottak Horvátország fővárosában, Zágrábban. A kongresszuson bejelentették, hogy három kisebb konzervatív és jobboldali párt (a Horvát Konzervatív Párt, a Tölgyfa Mozgalom a Sikeres Horvátországért és a Megújulás Generációjáért) megszűnik, és egyesül a Horvát Szuverenistákkal. December 17-én a párt elnöksége eljárást indított Hrvoje Zekanović pártból való kizárására, amelyet január 17-én folytattak le. A végső döntést 30 napon belül hozzák meg. A horvát parlamentben egy héttel korábban Zekanović mindenkit meglepett a védőoltásokról szóló beszédével, majd leváltották a parlamenti frakció elnöki posztjáról, és 2022. január 19-én hivatalosan is kizárták a Horvát Szuverenista Pártból.

## A horvát kuna védelmében
Miután Andrej Plenković (HDZ), Horvátország miniszterelnöke bejelentette, hogy 2023 elejére várja Horvátország euróövezeti csatlakozását, a horvát szuverenisták kampányt indítottak „Védd meg a horvát kunát” címmel Hrvoje Zekanović bejelentette, hogy a szuverenisták aláírásgyűjtésbe kezdenek a népszavazás érdekében, és azt állította, hogy „a kétharmad EU-ra szavazó egyike sem tudta, hogy elköteleztük magunkat az euró egy bizonyos időn belüli bevezetése mellett, azaz hogy idővel belépünk az eurózónába.” Marijan Pavliček szuverenista parlamenti képviselő egy parlamenti beszédében amellett érvelt, hogy: „olyan fontos témáról, mely a szuverenitás egy része, jelen esetben, hogy a monetáris szuverenitás elveszik, nem dönthetnek az egyes egyének az irodáikban a brüsszeli hatalmakkal kötött megállapodást követően. Ebben a témában csak a horvát nép dönthet népszavazás útján.”
A kezdeményezést a Horvát Jogok Pártja, a Függetlenek Horvátországért és a Megújulás Generációja is támogatta. A „Védd meg a horvát kunát” kezdeményezés 2021. október 24-én megkezdte a népszavazást követelő aláírásgyűjtést. Marko Milanović Liter szuverén országgyűlési képviselő egy interjúban elmondta, hogy már öt nap után 157 ezer aláírás gyűlt össze. A témáról szóló népszavazáshoz a kezdeményezéshez 2021. november 7-ig 368 867 aláírást kellett összegyűjteni. Az aláírásgyűjtés befejezése után a szuverenisták bejelentették, hogy 334 582 érvényes aláírást gyűjtöttek össze, ami nem volt elég a népszavazás kiírásához.

## Választási eredmények
| Választások | Szavazatok száma | Szavazatok aránya | Mandátumok száma | Parlamenti szerepe |
| ----------- | ---------------- | ----------------- | ---------------- | ------------------ |
| 2020        | 181 492          | 10,89%            | 4                | ellenzék           |

## Fordítás
- Ez a szócikk részben vagy egészben  a   Croatian Sovereignists című angol Wikipédia-szócikk ezen változatának fordításán alapul.  Az eredeti cikk szerkesztőit annak laptörténete sorolja fel. Ez a jelzés csupán a megfogalmazás eredetét és a szerzői jogokat jelzi, nem szolgál a cikkben szereplő információk forrásmegjelöléseként.